# Чемпіонат НДР з хокею 1950
Чемпіонат НДР з хокею 1950 — чемпіонат НДР, чемпіоном став клуб СГ Франкенгаузен. Проходив чемпіонат з 2 по 4 березня 1950 року в Шірке (Саксонія-Ангальт).

## Попередній раунд
- 2 березня 1950 СГ Франкенгаузен — БСГ Ерфурт 5:4
- 2 березня 1950 БСГ Кристал Вайсвассер — БСГ Кріммічау 7:3 (0:0, 5:1, 2:2)
- 2 березня 1950 БСГ Емпор Берлін — Шірке 17:1 (5:0, 5:0, 7:1)

## Фінальний раунд
- 3 березня 1950 БСГ Емпор Берлін — БСГ Кристал Вайсвассер 5:4
- 3 березня 1950 СГ Франкенгаузен — БСГ Кристал Вайсвассер 7:4
- 4 березня 1950 СГ Франкенгаузен — БСГ Емпор Берлін 4:1

| М  | Команда                | І | Пер | Н | Пор | Ш    | О |
| -- | ---------------------- | - | --- | - | --- | ---- | - |
| 1. | СГ Франкенгаузен       | 2 | 2   | 0 | 0   | 11:5 | 4 |
| 2. | БСГ Емпор Берлін       | 2 | 1   | 0 | 1   | 6:8  | 2 |
| 3. | БСГ Кристал Вайсвассер | 2 | 0   | 0 | 2   | 8:12 | 0 |

Скорочення: М = підсумкове місце, І = ігри, Пер = перемоги, Н = нічиї, Пор = поразки, Ш = закинуті та пропущені шайби, О = набрані очки

## Матчі за 4-6 місця
- 4 березня 1950 БСГ Кріммічау — БСГ Ерфурт 9:4
- 4 березня 1950 БСГ Кріммічау — Шірке 11:1

| М  | Команда       | І | Пер | Н | Пор | Ш    | О |
| -- | ------------- | - | --- | - | --- | ---- | - |
| 1. | БСГ Кріммічау | 2 | 2   | 0 | 0   | 20:5 | 4 |
| 2. | СГ Ерфурт     | 1 | 0   | 0 | 1   | 4:9  | 0 |
| 3. | Шірке         | 1 | 0   | 0 | 1   | 1:11 | 0 |